# Capilla castrense de la Purísima Concepción
La Capilla Castrense de la Inmaculada Concepción es un templo católico neogótico situado Calle Pablo Vallescá S/N. Del Ensanche Modernista de la ciudad española de Melilla, y forma parte del Conjunto Histórico Artístico de la Ciudad de Melilla, un Bien de Interés Cultural.

## Historia
Fue construida entre el 18 de septiembre de 1920 y el 22 de noviembre de 1923, según diseño del ingeniero militar Francisco Carcaño.
En los años 80 se construyeron viviendas adosadas a su parte norte, lo que le quitó la visibilidad a la torre noreste y el 25 de enero de 2016 fue afectado por el Terremoto del mar de Alborán de 2016, produciéndose daños en su torre suroeste, que conllevó su refuerzo con una estructura de madera instalada por la UME, esperando su restauración.

## Descripción
Está construido con paredes de mampostería de piedra local y ladrillo macizo, con vigas de hierro para la cubierta a dos aguas y bovedillas del miso ladrillo para las estancias secundaras.

### Exterior
Su fachada principal consta de una puerta adintelada, sobre la que se sitúa un rosetón, todo dentro de un arco ojival, que da paso un friso que lleva un frontón triangular, en el que se sitúa un detalle ornamental. Todo está flanqueado por dos torres, cada una con un campanario en arcos ojivales, que acaba en un frontón, que empiezan en las gárgolas sobre los que se sitúa un chapitel piramidal negro.

## Interior

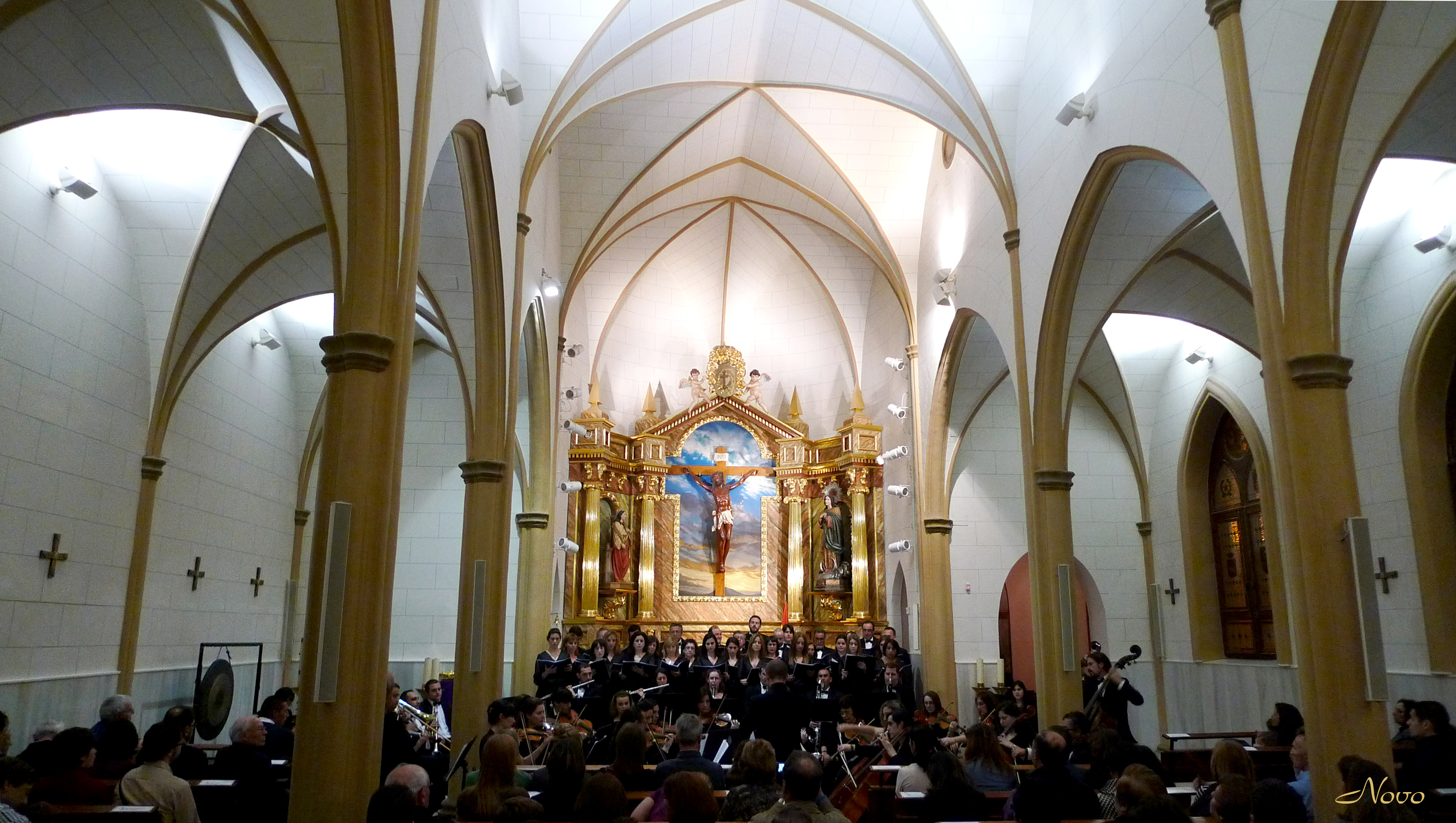
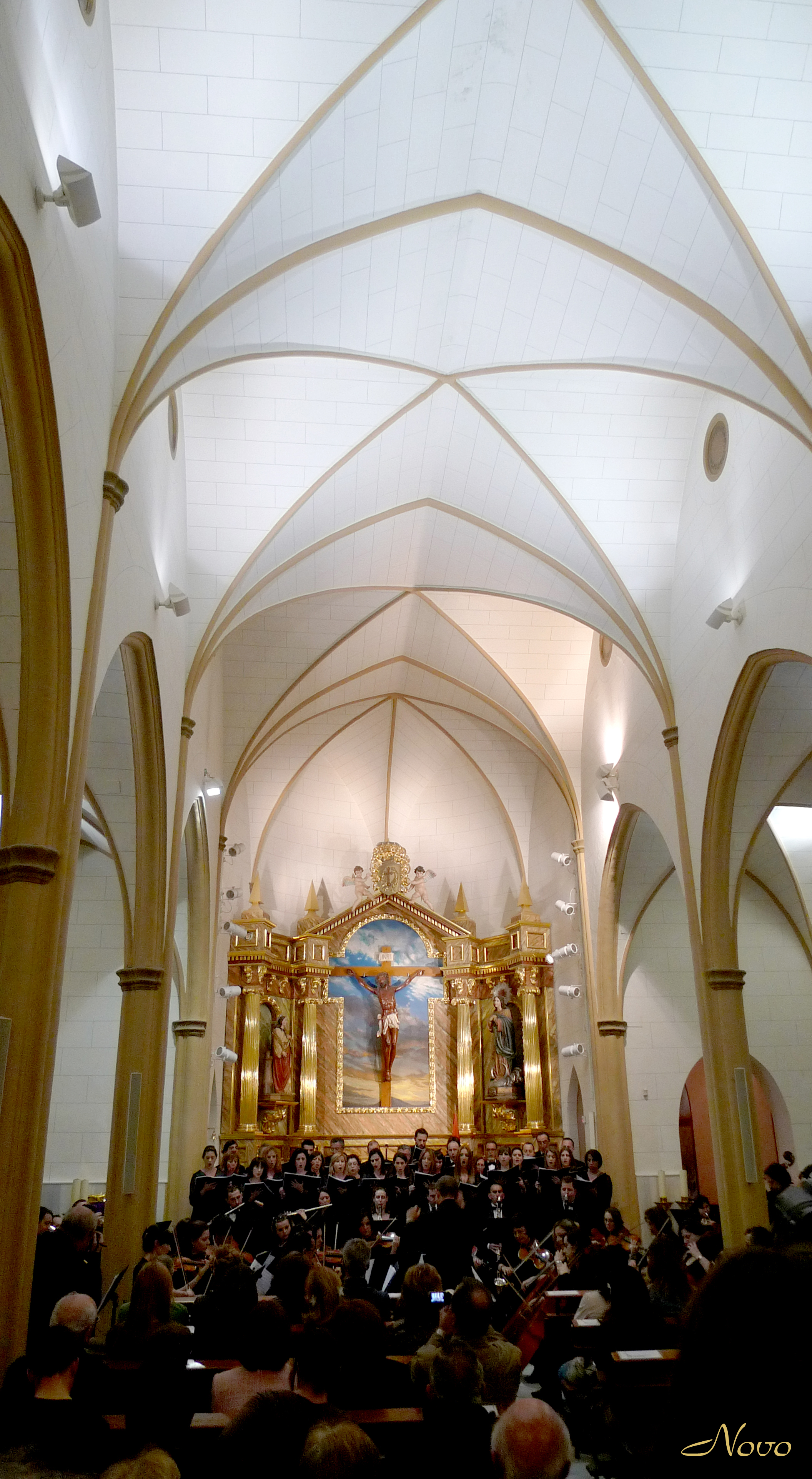
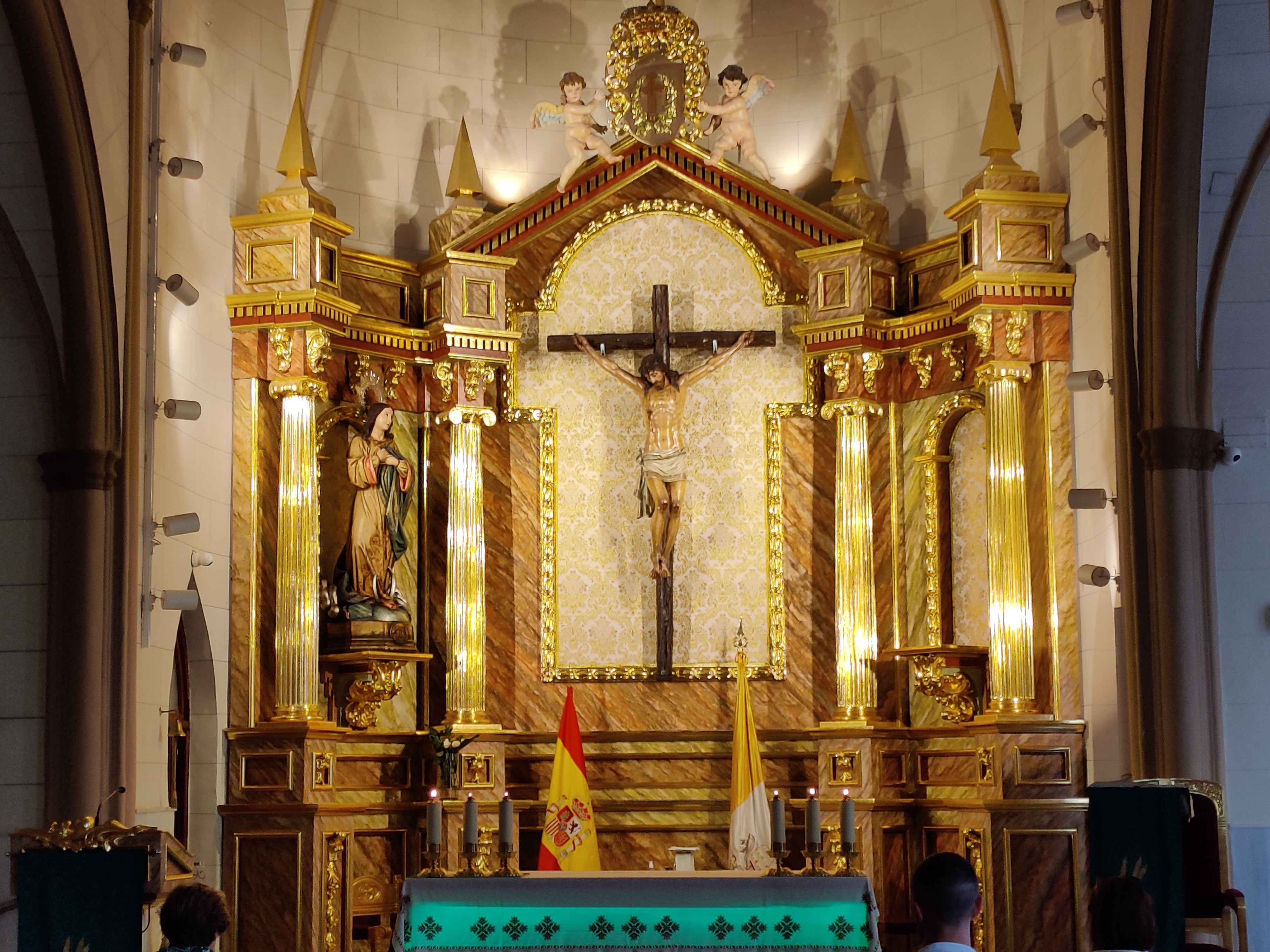

Consta de tres naves, la central, con columnas que dan paso a arcos ojivales y estos sustentan bóvedas de crucería, más alta que las laterales, terminando en una cabecera con forma de trapecio y destacando